# Annika Wiel Fredén
Annika Sofia Wiel Fredén (ur. 21 sierpnia 1978 w Alingsås) – szwedzka piłkarka ręczna, reprezentantka kraju grająca na pozycji prawoskrzydłowej. Wicemistrzyni Europy 2010. Obecnie występuje w BK Heid.

## Sukcesy

### reprezentacyjne
- Mistrzostwa Europy:
  -  2010

## Nagrody indywidualne
- Mistrzostwa Europy:
  - najlepsza prawoskrzydłowa Mistrzostw Europy 2006